# Alcyr Guimarães
Alcyr Guimarães Sequeira (Muaná, 29 de agosto de 1951 ou 1953 – Belém, 9 de fevereiro de 2020), foi um músico, biomédico e professor brasileiro. Conhecido principalmente pelas obras "Boi do Céu", "Tiempo de Flores", "Do Rancho" e "Ausência", gravou mais de 500 músicas e produziu 250 discos. Em sua adolescência, jogou no Sport Club Internacional. Entre 1974 e 1978, estudou biomedicina na Universidade Federal do Pará.
Na década de 1970, foi pesquisador da Organização Mundial da Saúde no projeto Mefloquina, medicamento oral utilizado na prevenção e tratamento da malária. Em 2015, foi denunciado pela Polícia Civil como acusado de matar por envenenamento Ciane de Olliveira Mackert, sua ex-esposa. Ainda, supostamente, o músico teria furtado seus bens e dinheiro após seu assassinato.

## Morte
Alcyr morreu em 9 de fevereiro de 2020, devido à uma falência múltipla dos órgãos. Ele estava internado em um hospital particular de Belém com uma infecção generalizada.